# Tharsis (Marte)
La regione di Tharsis su Marte è un'enorme zona montuosa di origine vulcanica, riconosciuta come caratteristica di albedo, situata presso l'equatore del pianeta, al confine occidentale della Valles Marineris.
Qui si trovano alcuni tra i più grandi vulcani del sistema solare, tra cui l'Olympus Mons. La regione presenta un vasto rigonfiamento che copre un'area di circa 30 milioni di chilometri quadrati e si eleva sulle regioni circostanti di circa 10 km. Nella regione sono presenti, oltre al già citato Olympus Mons, altri rilievi: Ascraeus Mons, Pavonis Mons e Arsia Mons, che costituiscono i Tharsis Montes (Monti di Tharsis).